# Deng Haiyang
Deng Haiyang, född 15 oktober 1984, är en friidrottare från Kina. Han deltog vid olympiska sommarspelen 2008.